# بيشينا (بيمنتة)
بيسينا هي بلدية في مدينة تورينو الحضرية، في منطقة بيمنتة الإيطالية، وتقع على بعد حوالي 25 ميل (40 كـم) جنوب غرب مدينة تورينو .
حدود بيشينا البلديات التالية: كوميانا، بينيرولو، فروساسكو، إيراسكا، وسكالينجي. كان جزء من الأراضي البلدية مشاركًا في معركة مارساليا [الإنجليزية] في عام 1693.